# Klasmühlenbach
Der Klasmühlenbach ist ein 740 m langer, orografisch rechter Zufluss des Scherfbachs und gehört zum Flusssystem der Dhünn, einem Nebenfluss der Wupper. Der Bach hat früher die namensgebende Klasmühle angetrieben.

## Geographie

### Verlauf
Der Klasmühlenbach entspringt auf einer Höhe von 175,5 m ü. NHN bei Kümps. Er fließt nach Süden und mündet, nachdem er durch Klasmühle fließt, dort in der Nähe auf einer Höhe von 113,4 m ü. NHN in den Scherfbach. Ihm fließen auf der Strecke zwei nicht näher bezeichnete Bäche auf der rechten Seite zu.

### Flusssystem Dhünn
- Liste der Fließgewässer im Flusssystem Dhünn